# Maculifer chilmycterus
Maculifer chilmycterus är en plattmaskart. Maculifer chilmycterus ingår i släktet Maculifer och familjen Opistholebetidae. Inga underarter finns listade i Catalogue of Life.